# Чапаево (Хангаласский улус)
Чапа́ево (якут. Чапаево) — село в Хангаласском улусе Республики Саха (Якутия) России. Входит в состав Октёмского наслега.

## География
Село находится на юге центральной части Якутии, в левобережной части долины реки Лена, на левом берегу реки Кемюк-Юрях, на расстоянии примерно 19 км (по прямой) к северо-востоку от Покровска, административного центра улуса.
Климат
Климат характеризуется как резко континентальный. Средняя температура воздуха самого тёплого месяца (июля) составляет 19 °C; самого холодного (января) — −40 °C. Среднегодовое количество атмосферных осадков составляет 200—350 мм.
Часовой пояс
Село Чапаево находится в часовой зоне МСК+6. Смещение применяемого времени относительно UTC составляет +9:00.

## Население
| 2002 | 2010 | 2021 |
| ---- | ---- | ---- |
| 786  | ↘443 | ↗705 |

Половой состав
По данным Всероссийской переписи населения 2010 года в гендерной структуре населения мужчины составляли 46 %, женщины — соответственно 54 %.
Национальный состав
Согласно результатам переписи 2002 года, в национальной структуре населения якуты составляли 94 % из 786 чел.

## Улицы
| - пер. Алексеева, - пер. Лицейский, - пер. Учительский, - пер. Чапаево, | - ул. Г. Саввина, - ул. Кэскил, - ул. Н. Кривошапкина, - ул. Николаева, | - ул. Октябрьская, - ул. Средняя, - ул. Школьная. |